# Nymphaea mexicana
Nymphaea mexicana, Súng vàng ôn đới, tên khoa học Nymphaea mexicana là một loài thực vật có hoa trong họ Nymphaeaceae. Loài này được Zucc. miêu tả khoa học đầu tiên năm 1832.

## Mô tả
Súng vàng thuộc loại súng ôn đới, hoa từ 10–15 cm, sức sống mạnh.